# Велезо
Велезо (итал. Veleso) — коммуна в Италии, находится в регионе Ломбардия, в провинции Комо.
Население составляет 291 человек (2008), плотность населения составляет 58 чел./км². Занимает площадь 5 км². Почтовый индекс — 22020. Телефонный код — 031.
Покровителем коммуны почитается святой Антоний Великий, празднование 17 января.

## Демография
Динамика населения: